# Großvargula
Großvargula – miejscowość i gmina w Niemczech, w kraju związkowym Turyngia, w powiecie Unstrut-Hainich.
Niektóre zadania administracyjne gminy realizowane są przez gminę Herbsleben, która pełni rolę "gminy realizującej" (niem. "erfüllende Gemeinde").